# Kansas
Kansas és un estat de l'Oest Mitjà dels Estats Units d'Amèrica. Kansas és una paraula sioux que significa 'gent del vent del sud'.

## Història
Durant milers d'anys el que avui és Kansas va ser la llar de nombroses i diverses tribus natives americanes. Les tribus a la part oriental de l'estat vivien en llogarets al llarg de les valls fluvials, mentre que les tribus en la part occidental de l'estat eren ramaders seminòmades i caçadors de bisons.
En 1803, la major part de la moderna Kansas va ser assegurat pels Estats Units com a part de la Compra de la Louisiana. El sud-oest de Kansas, però, seguiria sent una part d'Espanya, Mèxic i la República de Texas fins a la conclusió de la Intervenció Nord-americana a Mèxic el 1848. De 1812 a 1821, Kansas era part del Territori de Missouri.
Kansas va ser colonitzada pels europeu-americans en la dècada de 1830, però el ritme es va accelerar en la dècada de 1850, enmig de les guerres polítiques sobre el tema de l'esclavitud.
Quan s'obre oficialment l'assentament per part del govern dels EUA el 1854, abolicionistes de Nova Anglaterra i esclavistes de Missouri van acudir al territori per determinar si Kansas s'havia de convertir en un estat lliure o un estat esclavista. Així, l'àrea era un planter de violència i caos en els seus primers dies. Els abolicionistes van prevaldre i el 29 de gener de 1861, Kansas va entrar a la Unió com un estat lliure. Després de la Guerra Civil, la població de Kansas va créixer ràpidament, quan onades d'immigrants convertiren la prada en terres de cultiu.
En 1881 Kansas es converteix en el primer estat dels EUA a prohibir les begudes alcohòliques.

## Amerindis
Segons el cens dels EUA del 2000 a l'estat hi havia censats 49.236 amerindis nord-americans (1,5%). Per tribus les principals són els cherokees (14.215), potawatomi (2.922), choctaws (2.076), sioux (1.523), creek (1.252), blackfoot (927), navahos (898), kickapoo (886), apatxes (861), osage (711), iroquesos (718), lenape (616), chickasaw (517) i kaw (240).

## Àrees protegides
- Lloc Històric Nacional de Brown contra Consell d'Educació[5]
- Lloc Històric Nacional del Fort Larned[6]
- Lloc Històric Nacional del Fort Scott[7]
- Lloc Històric Nacional de Nicodemus[8]
- Reserva Nacional de la Prada d'Herbes Altes[9]